# 남계 박세채 영정
남계 박세채 영정(南溪 朴世采 影幀)은 대한민국 경기도 용인시 기흥구 상갈동, 경기도박물관에 있는 조선시대의 초상화이다. 1996년 12월 24일 경기도의 유형문화재 제163호로 지정되었다.

## 개요
조선 중기의 문신인 남계 박세채(1631∼1695) 선생의 초상화 2폭으로, 관복 차림의 상과 유학복식 차림의 상을 각각 그려 놓았다. 박세채는 이조참판·우찬성·우의정을 지냈고, 영조 대에 탕평책을 시행할 수 있는 중요한 기반을 제공하여 당쟁의 갈등을 해소하는데 노력한 대표적인 문신이다.
관복차림의 그림은 가로 93cm, 세로 175cm의 크기로, 머리에 높은 사모를 쓰고, 두 손은 앞으로 모아 소매 안에 넣은 채, 호랑이 가죽이 깔린 중국식 의자에 앉아 정면을 바라보는 전신좌상이다. 공신의 반열에 오른 것을 기념하기 위하여 왕명으로 그리게 한 공신도 형식을 하고 있다. 당당하고 의젓한 모습에, 두 발은 발 받침대 위에 팔(八)자형으로 올려 놓았으며, 얼굴의 미세한 주름과 눈썹, 수염 등을 꼼꼼하게 묘사하였다. 녹색 의복은 농담을 적절히 하여 바탕을 칠하고, 진한 먹선으로 간략히 선처리를 하였다. 관복의 가슴에 있는 흉배에는 두마리의 학 무늬를 그려 놓았다. 호피가 깔린 의자는 17세기 전후의 공신도 양식에서는 찾아볼 수 없는 모습이며, 앞을 바라보고 있는 점 등 또한 이전의 초상화와 다르다.
유학자 복식을 하고 있는 그림은 가로 104cm, 세로 180cm의 크기로, 각이 진 사방모를 쓰고 두 손을 도포자락 안에 모으고 서 있는 전신상이다. 얼굴의 골격과 숱많은 눈썹, 눈가의 둥근 주름, 가슴까지 내려온 수염 등은 사실적인 묘사가 두드러지나, 의복은 몇 개의 선으로 간략하게 처리하였다. 상이 서 있는 전신상이라는 점이 다른 초상화와 차이가 있다.
선생이 우찬성이 된 60세 전후에 그려 놓은 것 것으로 추정되며, 2점 모두 당대 최고의 유학자다운 풍모와 인품이 느껴진다. 호피가 깔린 의자는 17세기를 전후한 공신도 양식에서는 볼 수 없는 것인데, 이는 중국의 영향을 받았던 것으로 보인다.

## 같이 보기
- 박세채

## 참고 자료
- 남계 박세채 영정 - 국가유산청 국가유산포털